# Asaka Hosokawa
Asaka Hosokawa (15 de noviembre de 2000) es una deportista japonesa que compite en natación sincronizada. Ganó una medalla de plata en el Campeonato Mundial de Natación de 2022, en la prueba combinación libre.

## Palmarés internacional
| Campeonato Mundial | Campeonato Mundial | Campeonato Mundial | Campeonato Mundial |
| Año                | Lugar              | Medalla            | Prueba             |
| ------------------ | ------------------ | ------------------ | ------------------ |
| 2022               | Budapest (Hungría) | Medalla de plata   | Combinación libre  |